# Ormtjärnen (Arvidsjaurs socken, Lappland, 729389-165670)
Ormtjärnen är en sjö i Arvidsjaurs kommun i Lappland och ingår i Byskeälvens huvudavrinningsområde.